# 马尔科·弗里德尔
马尔科·弗里德尔（德語：Marco Friedl，1998年3月16日—）是一位奥地利足球运动员，于场上可司职边后卫或中后卫，自2018年1月起效力于德甲俱乐部云达不来梅，并代表奥地利国家队参加国际比赛。

## 俱乐部生涯

### 早年
弗里德尔出生于库夫施泰因县的基希比希尔。他在那里完成了小学和初中学业，然后在沃格尔就读商务职业学校。弗里德尔是在家乡俱乐部基希比希尔体育（SV Kirchbichl）开始自己的足球生涯，他主要跟随更高年龄组的球队比赛，并经常成为最佳射手。他于2007年转投库夫施泰因足球俱乐部。小学毕业后，弗里德尔终于在2008年夏天移居德国，加入了拜仁慕尼黑的青训营，并往返于其奥地利家乡和慕尼黑之间近100公里的路程。他最初担任前锋，自U-17梯队起则主要司职左边后卫或中后卫。在2015-16赛季，仍作为U-19适龄球员的弗里德尔便代表拜仁慕尼黑二队出战了4场第四级的巴伐利亚地区联赛。其中他是在2015年11月22日在拜仁二队以0-2不敌慕尼黑1860二队的德比战中完成首秀；2017年10月27日又在主场以1-1战平伊勒蒂森的比赛中首开纪录，射入他在拜仁二队的首球。

### 拜仁慕尼黑
2016年，弗里德尔在主教练佩普·瓜迪奥拉的带领下跟随一线队参与前往多哈的集训，并在随后对阵卡尔斯鲁厄的测试赛中首次登场。俱乐部还为其在当季的欧冠报名注册。2017年1月28日，弗里德尔被召入德甲对阵云达不来梅的比赛大名单，但在这场拜仁作客以2-1获胜的比赛中没有获得出场机会。相反，他跟随拜仁U-19梯队赢得了当季U-19德甲联赛的南/西南区冠军，并在赛季中射入5球。球队随后晋级了全国总决赛，但在点球大战中以7-8不敌普鲁士多特蒙德青年队。2017年3月14日，弗里德尔与拜仁签订了个人的第一份职业合同，期至2021年6月30日届满。
至2017-18赛季，弗里德尔升入拜仁一线队常备阵容。然而，他主要还是跟随身处地区联赛的拜仁二队进行比赛和训练。由于大卫·阿拉巴和拉菲尼亚缺阵，弗里德尔于2017年11月22日在拜仁慕尼黑客场以2-1战胜安德莱赫特的欧冠分组赛中得以首次代表拜仁一线队出场。时任主教练尤普·海因克斯安排他以首发身份亮相。三天后，弗里德尔在德甲客场对阵普鲁士门兴格拉德巴赫的比赛中半场替换受伤的哈梅斯·罗德里格斯登场，完成了德甲处子秀，但最终拜仁以1-2落败。

### 云达不来梅
2018年1月25日，拜仁慕尼黑将弗里德尔租借至云达不来梅，合同为期18个月，将持续到2019年6月30日届满，后者没有购买权。到2017-18赛季结束时，他已经在德甲出场9次，并曾在身处德丙联赛的云达不来梅二队出场1次。至2018-19赛季，弗里德尔又在德甲获得7次出场，在德国足协杯亦上阵2次。2019年5月，云达不来梅宣布将于2019-20赛季永久签下弗里德尔。他同意与俱乐部签订一份“长期”合同。据报道，这笔转会费为300万欧元，若包含潜在的奖金在内则最高可达350万欧元。在当季第轮以2-2战平普鲁士多特蒙德的比赛中，弗里德尔射入了他在德甲联赛的首粒进球。
2022年7月，随着云达来梅在2021-22赛季重返德甲，弗里德尔同意与俱乐部续约至2026年。他自2022-23赛季起被任命为球队的队长。

## 国家队生涯
弗里德尔自U-15梯队开始便遍历了奥地利青年国家足球队的各个年龄组别。2016年，在主教练鲁珀特·马尔科的带领下，他代表U-19青年队参加了9场国际比赛。2017年，时任U-21青年队主教练的维尔纳·格雷戈里奇又将弗里德尔招致麾下。他于同年6月8日在 2019年欧洲U-21足球锦标赛预选赛对阵直布罗陀的比赛中首次亮相，并于第6分钟首开记录，为主队以3-0获胜奠定了基础。
2019年10月，弗里德尔首次被征召入选奥地利成年组国家队，以入替生病的大卫·阿拉巴。但他直到2020年10月7日才得以首次代表国家队出场，当时他在对阵希腊的友谊赛中进入首发阵容。2021年5月，弗里德尔入选奥地利参加2020年欧洲足球锦标赛的临时大名单，进而名列最终的26人参赛阵容，并随队闯入了十六强。然而，他在赛事期间没有获得任何出场机会。